# John Nicholson
John Nicholson, novozelandski dirkač Formule 1, * 6. oktober 1941, Auckland, Nova Zelandija, † 20. september 2017.
John Nicholson je v svoji karieri nastopil le na dirki za Veliko nagrado Velike Britanije v sezoni 1974, kjer se mu ni uspelo kvalificirati na dirko, in na dirki za Veliko nagrado Velike Britanije v naslednji sezoni 1975, kjer je zasedel sedemnajsto mesto z več kot petimi krogi zaostanka za zmagovalcem.

## Popolni rezultati Formule 1
(legenda) (odebeljene dirke pomenijo najboljši štartni položaj, poševne pa najhitrejši krog, †-uvrščen kljub odstopu)
| Leto | Moštvo             | Šasija     | Motor       | 1   | 2   | 3   | 4   | 5   | 6   | 7   | 8   | 9   | 10     | 11  | 12  | 13  | 14  | 15  | Prv | Toč |
| ---- | ------------------ | ---------- | ----------- | --- | --- | --- | --- | --- | --- | --- | --- | --- | ------ | --- | --- | --- | --- | --- | --- | --- |
| 1974 | Pinch (Plant) Ltd. | Lyncar 006 | Cosworth V8 | ARG | BRA | JAR | ŠPA | BEL | MON | ŠVE | NIZ | FRA | VB DNQ | NEM | AVT | ITA | KAN | ZDA | -   | 0   |
| 1975 | Pinch (Plant) Ltd. | Lyncar 006 | Cosworth V8 | ARG | BRA | JAR | ŠPA | MON | BEL | ŠVE | NIZ | FRA | VB 17  | NEM | AVT | ITA | ZDA |     | -   | 0   |